# Don Quichotte
Don Quichotte è un cortometraggio del 1903 diretto da Lucien Nonguet e Ferdinand Zecca.

## Trama
Un giovane incaricato di portare le armi e lo scudo del suo cavaliere, viaggiano nella campagna spagnola lottando contro i mulini a vento nel tentativo di conquistare l'amore di Dulcinea.